# Annett Böhm
Annett Böhm (* 8. Januar 1980 in Meerane) ist eine ehemalige deutsche Judoka.
Mit sieben Jahren begann Annett Böhm beim PSV Glauchau/Meerane mit dem Judo. Ab 1995 besuchte sie das Sportgymnasium in Leipzig und trainierte am dortigen Olympiastützpunkt.
2009 beendete sie nach 15 Jahren Leistungssport ihre Karriere in der deutschen Nationalmannschaft.
Nach einem Sportstudium an der Universität Leipzig und einem Zweitstudium im Bereich Journalistik war sie freiberuflich als Radio- und Printjournalistin tätig. Seit Mai 2014 ist sie Mitglied im Media Team der Europäischen Judo-Union und kommentiert für die Internationale Judo-Föderation den Live-Broadcast. Die freie Journalistin arbeitet darüber hinaus beim MDR, unter anderem als Sportmoderatorin beim Sachsenspiegel.

## Sportlicher Werdegang
Ihre ersten Erfolge feierte sie 1997, als sie sich bei den Junioren-Europameisterschaften (JEM) in Ljubljana die Goldmedaille erkämpfte; zwei Jahre später gewann sie Silber.
Im Jahr 2000 wurde sie bei den Europameisterschaften in Breslau fünfte. Ein Jahr später erkämpfte sie sich bei den Deutschen Meisterschaften ihren ersten Meistertitel.
Bei den Judo-Weltmeisterschaften 2003 in Osaka errang Annett Böhm überraschend den dritten Platz. Damit qualifizierte sie sich für die Olympischen Spiele 2004 in Athen.
Bei den Olympischen Spielen erreichte sie mit Siegen über die WM-Fünfte Quin Dongya aus der Volksrepublik China und Catherine Roberge aus Kanada das Halbfinale. Dort unterlag sie der Holländerin Edith Bosch. Im Kampf um Bronze machte Annett Böhm mit der Belgierin Catherine Jacques kurzen Prozess. Nach 38 Sekunden konnte Annett eine Te-Guruma erfolgreich ansetzen und damit den Kampf vorzeitig für sich entscheiden. Sie sicherte sich damit die Bronzemedaille.
Das Jahr 2005 war gekennzeichnet durch mehrere Operationen. Sechs Wochen vor den Judo-Weltmeisterschaften in Kairo (2005) brach sie sich den rechten Mittelfuß. Trotz dieser Verletzung konnte Annett überraschend den fünften Platz erkämpfen.
Das Verletzungspech hielt auch 2006 an. Wegen einer langwierigen Rückenverletzung konnte sie sich nicht für die Teilnahme an den Judo-Europameisterschaften qualifizieren.

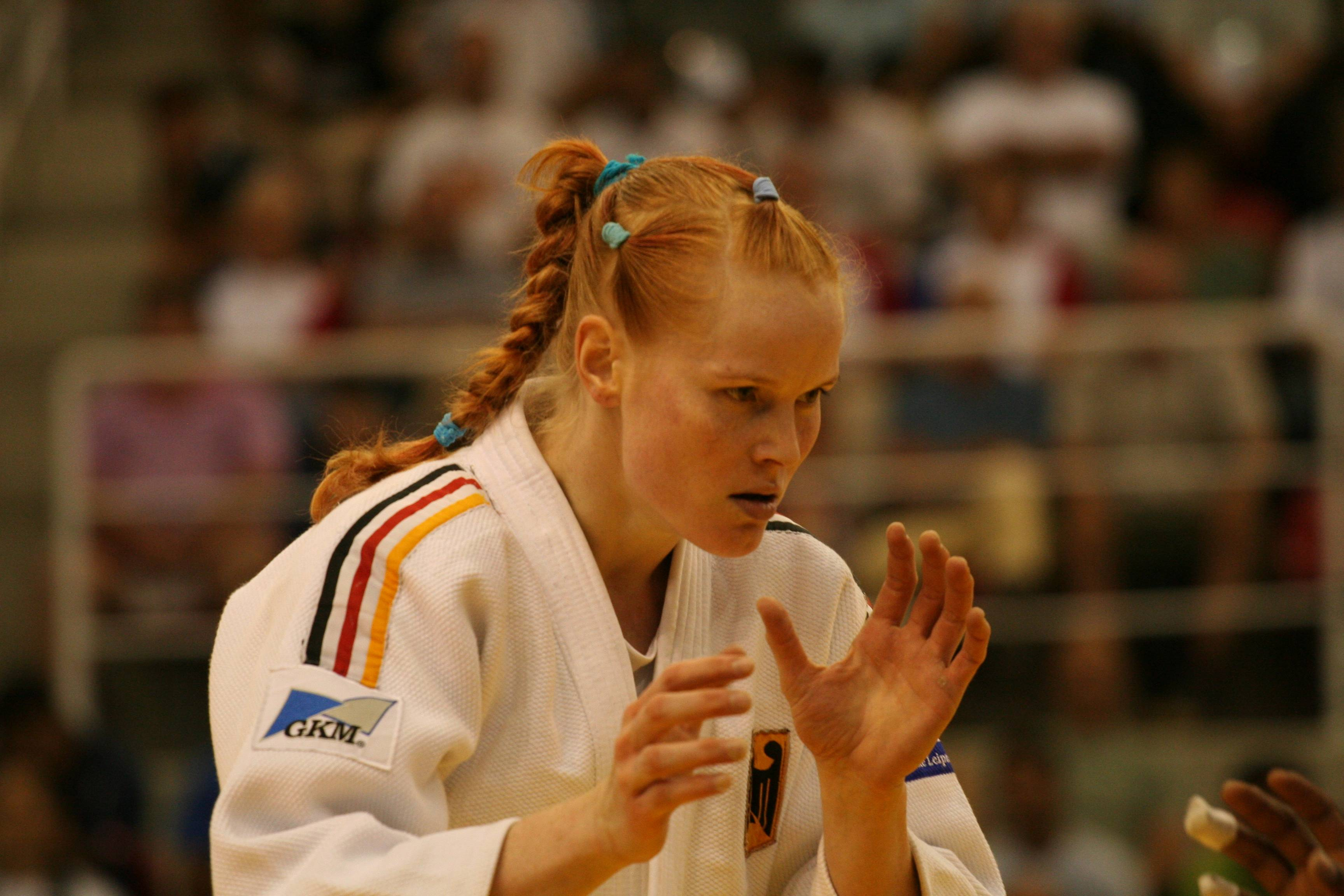
Judo-WM 2007 in Brasilien

Im vorolympischen Jahr gelang Annett Böhm die Qualifikation für die Weltmeisterschaften in Rio de Janeiro (2007). Dort belegte sie den neunten Platz.
2008 konnte Annett Böhm wieder zu ihrer alten Form zurückfinden. Bei den Super World Cups in Paris und Sofia gewann sie jeweils die Bronzemedaille. Damit lag sie in der europäischen Rangliste auf Platz zwei und qualifizierte sich für die Olympischen Spiele 2008 in Peking.
Bei den Kämpfen in Peking konnte Annett Böhm die ersten drei Kämpfe vorzeitig mit Ippon für sich entscheiden. Im ersten Kampf gewann sie gegen die Senegalesin Mendy Gisaele mit einem Handwurf (Te-Guruma). Mit einer großen Innensichel (O-Uchi-Gari) besiegte sie im darauf folgenden Kampf Nataliya Smal aus der Ukraine. Das Poolfinale bestritt sie gegen die Spanierin Leire Iglesias. Nach nur wenigen Sekunden gewann Böhm mit einem vollen Punkt (Ippon) durch eine sehenswerte Aushebetechnik (Kata-Guruma).
Damit stand sie im Einzug in das Finale gegen Anaysi Hernandez aus Kuba. Nach einem zu Beginn erzielten Yuko für Tomoe-Nage (Opfertechnik) gelang es Annett Böhm nicht, diese Führung zu halten und unterlag wenig später mit Ippon für einen O-Uchi-Gari (große Innensichel).
Im folgenden Kampf um Bronze verlor Böhm mit Yuko (mittlere Wertung) zu Koka (kleine Wertung) gegen die US-Amerikanerin Ronda Rousey.
Damit belegte sie bei den Olympischen Spielen in Peking den fünften Platz und war damit beste deutsche Athletin des Deutschen Judo-Bundes (DJB).
Nach über 15 Jahren Leistungssport beendete Annett Böhm im Herbst 2009 ihre Judokarriere in der deutschen Nationalmannschaft.

## Beruflicher Werdegang
Im Oktober 2009 schloss Annett Böhm ihr Journalistikstudium, ein Fernstudium der ILS Hamburg erfolgreich ab.
Nach mehreren Praktika in den Sportredaktionen der Deutschen Presse-Agentur (dpa), des MDR und des ZDF, engagierte sie sich bis Sommer 2010 beim Leipziger Ausbildungssender Radio Mephisto 97.6 als Verantwortliche der Sportredaktion.
Nachdem Annett Böhm als freie Journalistin für verschiedene Zeitungen geschrieben hatte, arbeitete sie ab Januar 2011 ein Jahr lang als Volontärin bei der Leipziger Volkszeitung (LVZ). Von März 2012 bis August 2013 absolvierte sie ein Volontariat beim MDR. Seitdem arbeitet sie als freiberufliche Journalistin für den MDR bei den Redaktionen von Hauptsache gesund und für die Sportredaktion. Seit Dezember 2016 steht sie auch vor der Kamera. Sie moderiert im Sachsenspiegel neben Almut Rudel und Marc Huster den Sport.
Seit Mai 2014 ist sie Mitglied im Media Team der Europäischen Judo-Union und unterstützt die Medienarbeit des Kontinentalverbandes. Neben Wettkampfberichten und Social Media kommentiert sie auch den EJU Live-Stream.
Bereits nach den Olympischen Spielen in Peking hat sie angefangen sporadisch die Live-Übertragungen von internationalen Judo-Turnieren als Expertin zu kommentieren. Seit diesem Jahr gehört sie zu den zwei offiziellen Kommentatoren der Internationalen Judo-Föderation (IJF). Zusammen mit Sheldon Franco-Rooks kommentiert sie IJF-Turniere im Live-Stream.
Auch beim Deutschen Judo-Bund ist sie engagiert. Zusammen mit Sören Starke begleitet sie die deutschen Nationalmannschaften (Senioren und Junioren) medial bei den Wettkampfhöhepunkten. 2018 arbeitete sie erstmals als Kommentatorin für den Sportsender Sport1 und kommentierte den Judo Grand Slam in Düsseldorf.
2015, 2016 und 2017 moderierte sie den Mitteldeutschen Olympiaball zusammen mit Roman Knoblauch.
Sie engagiert sich zudem ehrenamtlich beim Verein concept4sport, bei dem sie unter anderem die Medienschulung für Leipzigs Olympiastarter für London 2012 unterstützt hat. Sie ist Mitglied bei den Leipziger Sportlöwen e. V. und spielt mittlerweile aktiv Mattenprellball.